# Família Liberatrix
A família Liberatrix é uma pequena família de asteroides localizados no cinturão principal. A família foi nomeada devido ao primeiro asteroide que foi classificado neste grupo, o 125 Liberatrix.

## Os maiores membros desta família
| Nome             | Diâmetro | Semieixo maior | Inclinação orbital | Excentricidade orbital | Ano da descoberta |
| ---------------- | -------- | -------------- | ------------------ | ---------------------- | ----------------- |
| 125 Liberatrix   | 43,58 km | 2,742 UA       | 4,656 °            | 0,081                  | 1886              |
| 301 Bavaria      | 54 km    | 2,726 UA       | 4,893 °            | 0,066                  | 1890              |
| 847 Agnia        | ?        | 2,782 UA       | 2,480 °            | 0,095                  | 1915              |
| (9923) 1981 EB24 | 19,22 km | 2,811 UA       | 4,406 °            | 0,072                  | 1981              |
| (9924) 1981 EM24 | 12,9 km  | 2,791 UA       | 2,840 °            | 0,102                  | 1981              |